# The Open Championship 1972
The Open Championship (Brits Open) werd in 1972 opgenomen in de net opgerichte Europese PGA Tour, die dat eerste seizoen uit 25 toernooien bestond.
Het Open werd voor de achtste keer op Muirfield gespeeld. Het werd gewonnen door Lee Trevino, die in 1971 ook de 100ste editie van het Open had gewonnen. Voor de derde keer eindigde Jack Nicklaus achter Trevino, die hiermee zijn zesde Major won.
Vanaf het begin waren er drie hoofdrolspelers. Lee Trevino wilde zijn titel verlengen, Tony Jacklin was de Britse favoriet en Jack Nicklaus, die dat jaar al de Masters Tournament en het US Open had gewonnen. Na ronde 1 stond Jacklin op de 2de plaats met 69, Nicklaus op de 3de plaats met 70 en Trevino op de 8ste plaats met 71. Na ronde 2 stonden Jacklin en Trevino aan de leiding met 141 en Nicklaus op de gedeelde 3de plaats met 142. In de derde ronde raakte Nicklaus achterop, hij maakte een score van 71 terwijl Trevino 66 maakte en Jacklin 67. De laatste partij van ronde 4 bestond dus uit Trevino en Jacklin, winnaar van dit Open in 1969 en het US Open in 1970. Op de eerste tee stond Trevino een slag voor op Jacklin. Tot ieders verbazing stond Nicklaus aan de leiding nadat Trevino en Jacklin negen holes gespeeld hadden. Nicklaus eindigde met een totaal van 279 terwijl de anderen nog speelden. Op de tee van hole 17 stonden Trevino en Jacklin weer samen aan de leiding. Daar chipte Trevino in voor par terwijl Jacklin een 3-putt voor bogey maakte. De laatste hole was bepalend, Trevino won het toernooi met een par, Jacklin maakte weer een bogey en werd 3de, en dankzij die bogey werd Nicklaus 2de.
Billy Casper speelde voor de 5de en laatste keer mee. Hij eindigde op de 40ste plaats.

## Uitslag
| Nr | Speler        | Score           | Score | Prijzengeld (£) |
| -- | ------------- | --------------- | ----- | --------------- |
| 1  | Lee Trevino   | 71-70-66-71=278 | −6    | 5,500           |
| 2  | Jack Nicklaus | 70-72-71-66=279 | −5    | 4,000           |
| 3  | Tony Jacklin  | 69-72-67-72=280 | −4    | 3,250           |
| 4  | Doug Sanders  | 71-71-69-70=281 | −3    | 2,750           |
| 5  | Brian Barnes  | 71-72-69-71=283 | −1    | 2,450           |
| 6  | Gary Player   | 71-71-76-67=285 | +1    | 2,150           |
| T7 | Guy Hunt      | 75-72-67-72=286 | +2    | 1,663           |
| T7 | Arnold Palmer | 73-73-69-71=286 | +2    | 1,663           |
| T7 | David Vaughan | 74-73-70-69=286 | +2    | 1,663           |
| T7 | Tom Weiskopf  | 73-74-70-69=286 | +2    | 1,663           |

Vanaf 1970:
1970 ·
1971 ·
1972 ·
1973 ·
1974 ·
1975 ·
1976 ·
1977 ·
1978 ·
1979 ·
1980 ·
1981 ·
1982 ·
1983 ·
1984 ·
1985 ·
1986 ·
1987 ·
1988 ·
1989 ·
1990 ·
1991 ·
1992 ·
1993 ·
1994 ·
1995 ·
1996 ·
1997 ·
1998 ·
1999 ·
2000 ·
2001 ·
2002 ·
2003 ·
2004 ·
2005 ·
2006 ·
2007 ·
2008 ·
2009 ·
2010 ·
2011 ·
2012 ·
2013 ·
2014 ·
2015 ·
2016 ·
2017 ·
2018 ·
2019 ·
2020
1972 ·
1973 ·
1974 ·
1975 ·
1976 ·
1977 ·
1978 ·
1979 ·
1980 ·
1981 ·
1982 ·
1983 ·
1984 ·
1985 ·
1986 ·
1987 ·
1988 ·
1989 ·
1990 ·
1991 ·
1992 ·
1993 ·
1994 ·
1995 ·
1996 ·
1997 ·
1998 ·
1999 ·
2000 ·
2001 ·
2002 ·
2003 ·
2004 ·
2005 ·
2006 ·
2007 ·
2008 ·
2009 ·
2010 ·
2011 ·
2012 ·
2013 ·
2014 ·
2015 ·
2016